# Ella Bucio
Ella Bucio Dovali, född 20 augusti 1996 i Mexico City, är en mexikansk parkourutövare.

## Karriär
Som ung tränade Bucio artistisk gymnastik och hon började med parkour 2016. I maj 2022 vid världscupen i Montpellier tog Bucio guld i freestyle och brons i speed. I september 2022 vid världscupen i Sofia tog hon sin andra världscupseger i freestyle. I oktober 2022 vid VM i Tokyo tog Bucio damernas första VM-guld i freestyle i den första upplagan av mästerskapet.
I maj 2023 tog Bucio sin tredje världscupseger i freestyle vid världscupen i Montpellier. I september 2023 tog hon silver i freestyle vid världscupen i Sofia. I maj 2024 tog Bucio silver i både speed och freestyle vid världscupen i Montpellier. I september 2024 tog hon brons i freestyle vid världscupen i Coimbra. I november 2024 vid VM i Kitakyūshū tog Bucio guld i speed och silver i freestyle.